# Lucerapex denticulata
Lucerapex denticulata é uma espécie de gastrópode do gênero Lucerapex, pertencente a família Turridae.